# Pointe du Petit Fort
La Pointe du Petit Fort est un cap de Guadeloupe.

## Géographie
Il se situe face à la pointe Nogent, à l'est de la plage de Nogent qu'il sépare de l'Anse du Petit Fort.
La Rivière de Nogent se jette à l'est de la pointe du Petit Fort.

## Histoire
La toponymie de l'anse et de la pointe du Petit Fort, remontant au moins au XVIIIe siècle, laisse supposer l'existence d'une batterie dans le secteur d'autant plus qu'en 1975, Maurice Barbotin y a découvert des ossements humains.

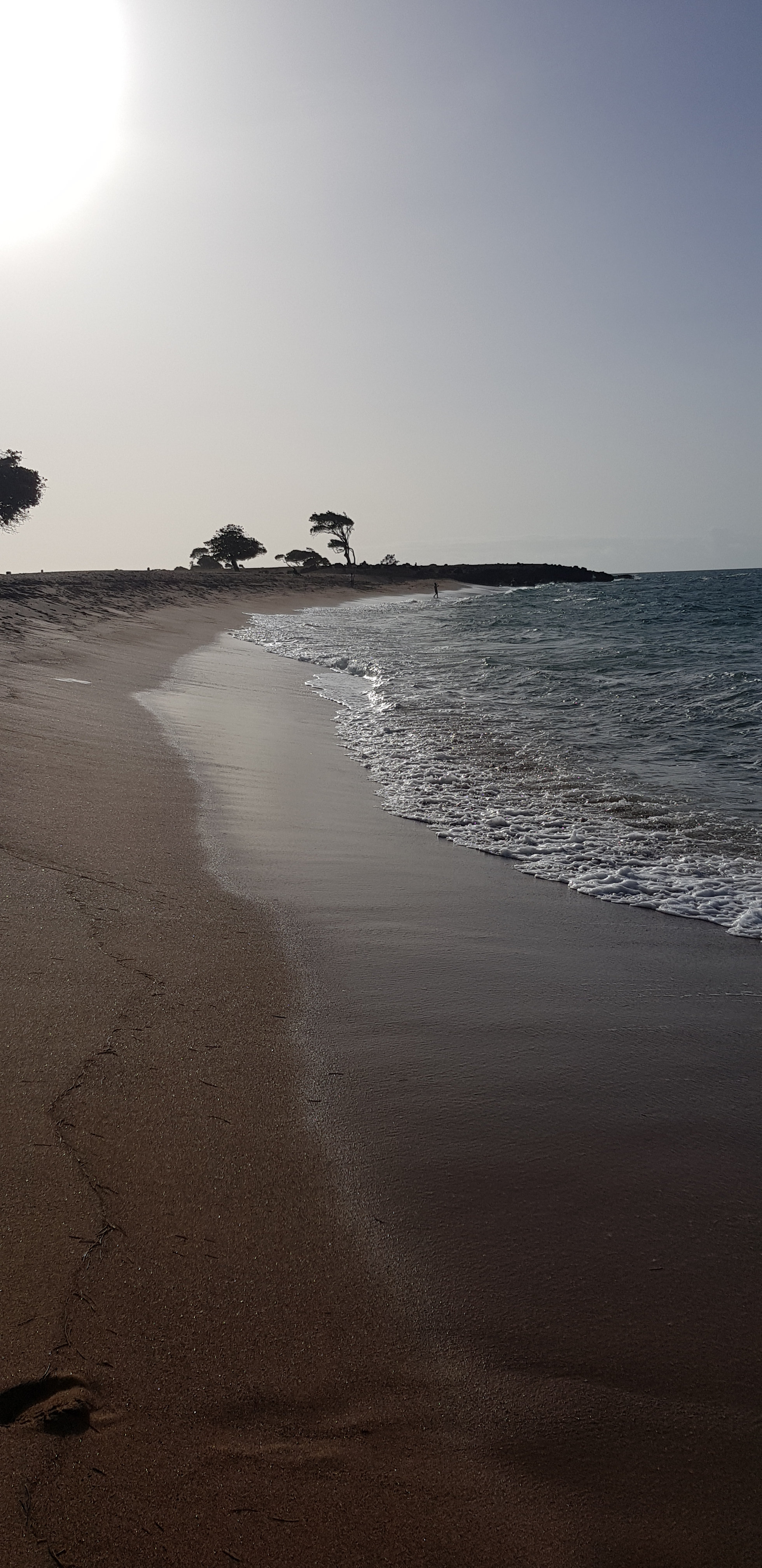
Plage de Nogent et pointe du Petit Fort
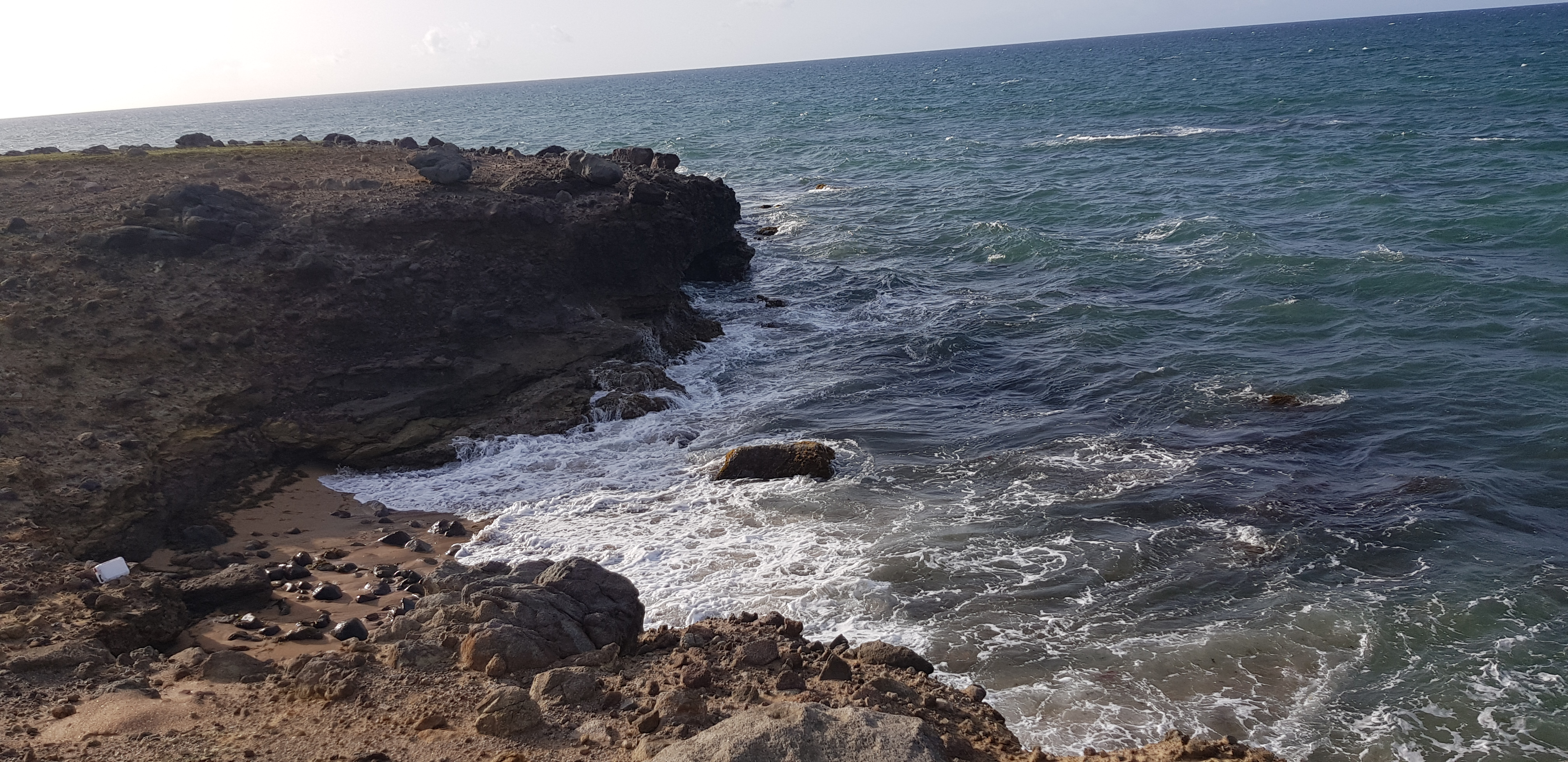
Pointe du Petit Fort
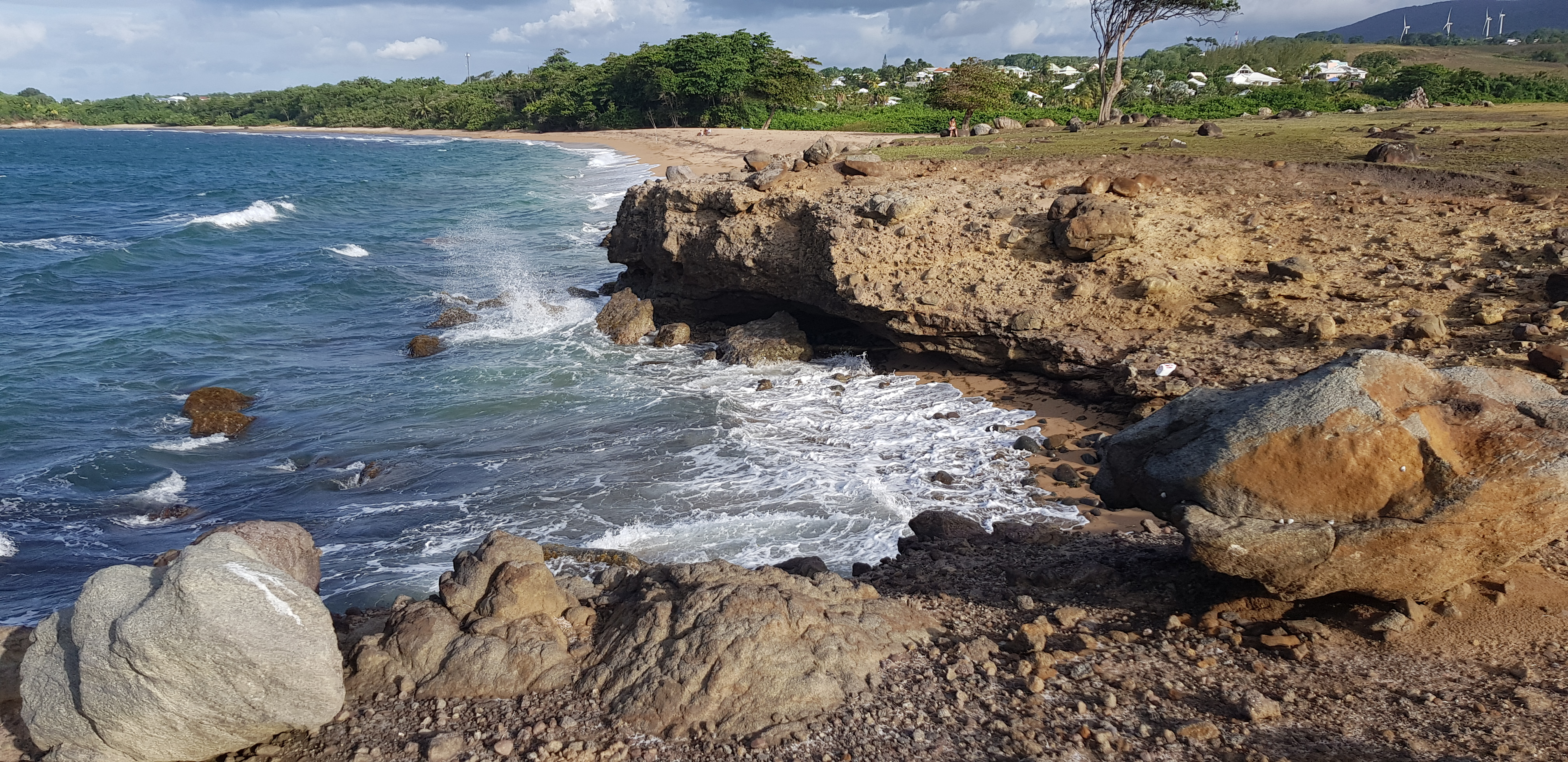
Anse et pointe du Petit Fort
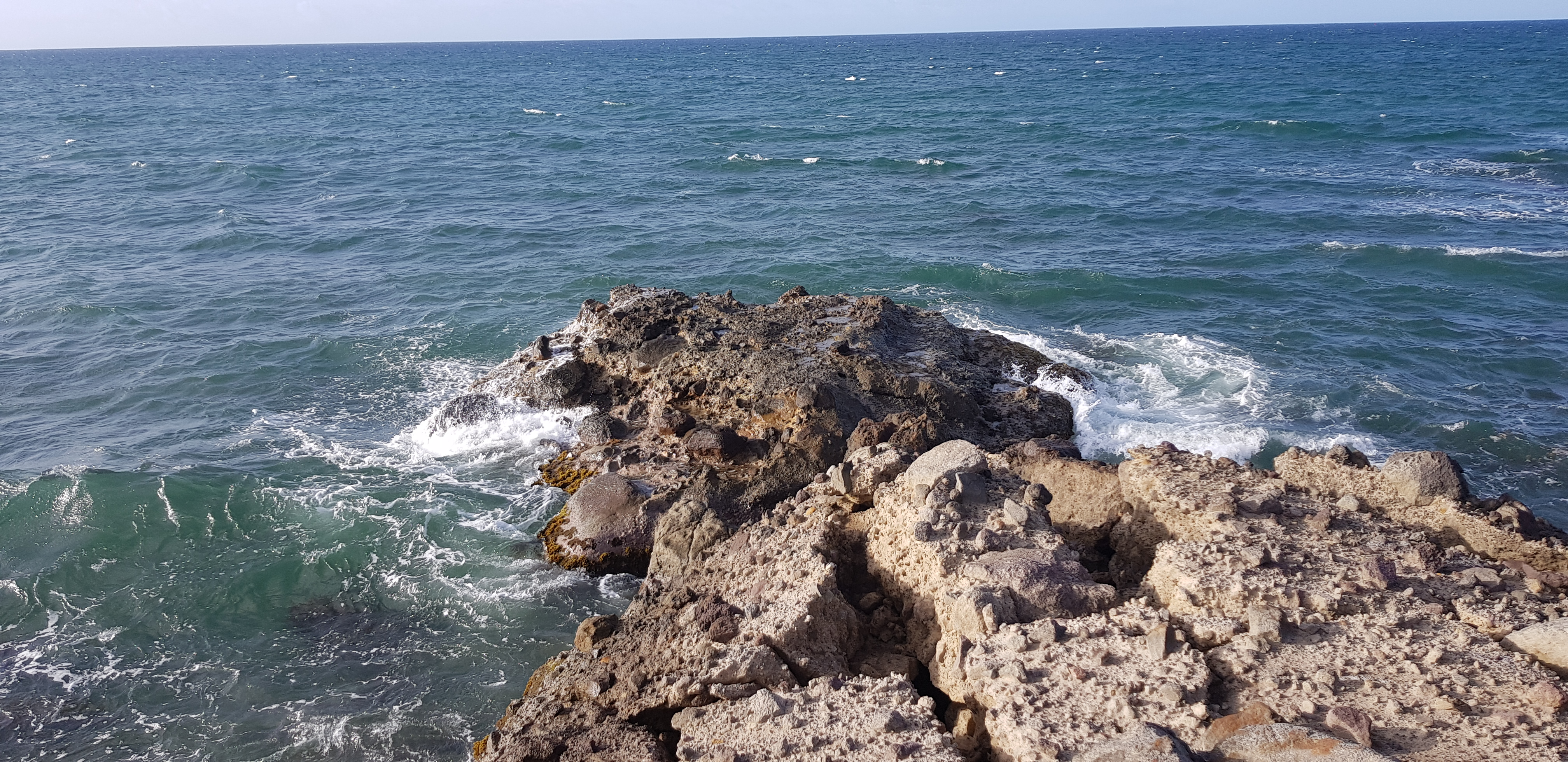
Pointe du Petit Fort (détail)
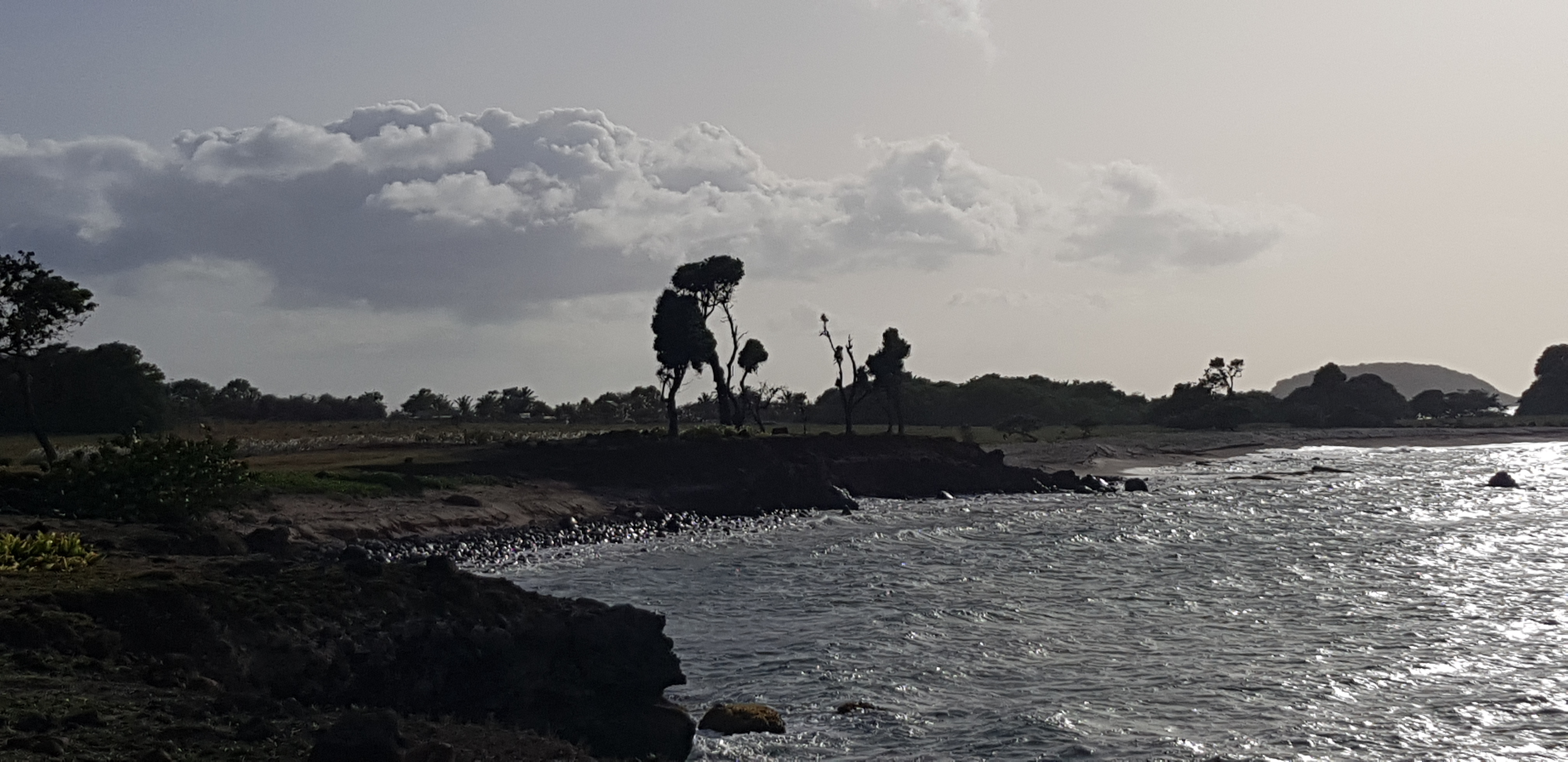
Anse du Petit Fort